# Мунньан Дархан
Мунньа́н Дарха́н (якут. Мунньан Дархан; ? — XVI век) — второй вождь кангаласского племени якутов, сын Дойдусы-Дархана и отец легендарного Тыгына Дархана.
Мунньан Дархан был сыном кангаласского вождя Баджея и Хангалас, одной из четырёх его жен. После смерти отца от рук восставших тунгусов Мунньан стал новым тойоном и продолжил борьбу с тунгусами. Однако успеха на этом поприще Мунньан не достиг, и, по материалам этнографа Ксенофонтова, был «со всем семейством истреблён тунгусами». По воле Мунньана его наследником должен был стать его старший сын Тыгын, которому и было суждено разбить и окончательно изгнать тунгусов из Туймаады.